# GoldenEye 007
GoldenEye 007 és un videojoc en primera persona publicat per a la videoconsola Nintendo 64. Està basat directament en la pel·lícula de James Bond del mateix nom. Va ser programat per Rareware, creadors de (entre altres jocs) Star Fox Adventures, algunes versions de Donkey Kong, Conker's Bad Fur Day i Perfect Dark.

## Desenvolupament del joc
El joc ofereix 18 missions inspirades en la pel·lícula, i 2 missions extra basades en "Moonraker" i "L'home de la pistola d'or", que només s'activen a l'anar superant el joc en els diferents nivells de dificultat.
Per a completar el joc és necessari superar aquestes missions aconseguint una sèrie d'objectius en cadascun. Per a això, l'agent disposa d'un total de 24 armes, encara que en cap nivell estan disponibles totes alhora.
Per a amenitzar el joc, es poden activar trucs, ja siga aconseguint-los superant determinades missions en cert temps o introduint unes claus per a estalviar-nos el treball.
Finalment, GoldenEye 007 també compta amb un mode multijugador, que ens permetrà lluitar contra altres jugadors (un total de 4 simultanis).

## Premis
- Joc de l'any (1997)

## Versió Beta
Mitjançant l'aparell Gameshark, introduint determinats codis, poden arribar-se a llocs en els quals normalment és impossible estar, modificar elements de l'escenari, obrir nivells per a mode multijugador i fins i tot fer aparèixer objectes que no es poden veure en cap nivell.
Alguns dels detalls descoberts han estat elements de la versió "Beta" (o preliminar) que van ser eliminats de la versió final per diversos motius. No obstant això, a pesar d'haver estat eliminats del joc, aquests van romandre en la memòria interna, per açò és possible accedir a ells mitjançant el ja esmentat aparell.
Alguns dels detalls descoberts pertanyents a la versió *Beta:
- Camió del nivell Dam

Detalls:
Al començar la missió es veu un camió militar dirigint-se cap al túnel que el jugador travessa a mesura que avança la missió. Aquest camió es dirigeix cap a les comportes de meitat de missió, les quals són obertes pel jugador. El camió no sembla tenir cap propòsit en el joc. També, en una cambra propera al lloc on el camió s'estaciona, existeix una trapa, que tampoc sembla tenir cap ús.
Origen: Pel que sembla, el camió té la funció de guiar al jugador durant la primera part de la missió (). Però hi ha qui suposen que el camió i la trapa formaven part d'un objectiu eliminat en la versió final, en el qual s'havia d'obtenir unes mines situades darrere de la trapa per a destruir el camió ().
- Illa del nivell Dam

Detalls:
En la primera escena (Dam), després de l'aigua del moll, es pot apreciar una estructura en una illa (açò fins i tot sense codis). Utilitzant un codi per a caminar sobre l'aigua, es pot arribar a aquesta i apreciar-la de prop (). Es tracta d'una fortalesa amb Metralletes.
Amb altre codi es pot reemplaçar el camió de l'inici de la missió per altres vehicles. Un d'aquests és una llanxa militar.
Origen:
Sembla que aquests elements també van ser part d'objectius que van ser eliminats a causa del fet que eren massa difícils (recordem que és la primera missió). Tot indica que s'havia d'usar la llanxa per a arribar a l'illa.
- Cheat "All Bonds"

Detalls:
En la memòria interna del joc, en la secció de multijugador, es van trobar fotografies dels Actors que havien interpretat a Bond abans que Pierce Brosnan.
També es va trobar el text "All Bonds". També es pren en compte que en la pantalla de "cheats" queda un espai lliure, com si faltara un codi, i, a més, que en un vídeo promocional del joc, es pot observar per uns instants al personatge de Sean Connery usant el seu vestit de Goldfinger jugant en el mode multijugador (aquest personatge no va arribar a la versió final).
Origen:
Al principi, es va deduir que va existir alguna vegada un cheat dit "All bonds", la funció del qual era activar als Actors que prèviament havien interpretat a James Bond, per a poder usar-los al mode multijugador (aquest cheat aniria en l'espai buit). Més tard, Rare va comunicar que aquest codi en realitat va existir alguna vegada, i que va ser eliminat del joc a causa de problemes legals amb l'actor Timothy Dalton.
L'últim descobriment va ser el nivell de Citadel, format bàsicament per polígons amb formes estranyes. Pel que sembla es tractava d'una zona de proves per al moviment i per al mode multijugador.
Més informació i molts altres detalles Beta en Goldeneye de Detstar ()

## Trama i missions
Com en la pel·lícula, GoldenEye 007 comença en Arkangelsk, URSS durant mitjans dels anys 1980, on James Bond i el seu amic i col·lega Alec Trevelyan són enviats pel MI6 per a destruir una instal·lació secreta d'armes químiques en la Presa Byelomorye, que conduïda pel coronel Arkady Grigorovich Ourumov. La part en la presa en si mateixa, està resumida que Bond salta al buit des de la presa, ara inclou lluitar contra guàrdies russos en el camí. Dins de les instal·lacions, Bond troba a Trevelyan en els tancs de gas nerviós (mentre els dos lluiten en l'àrea de tancs en la pel·lícula). El següent és similar: Trevelyan apareix sent matat per Ourumov, les bombes fan volar els tancs de gas i escapa en una avioneta (però el joc inclou un tanc en comptes de la motocicleta de la pel·lícula per a arribar-la a).
També al principi del joc, estan missions on 007 va a l'estació de control de satèl·lit en Severnaya Zemlya, Rússia on treballen Natalya Simonova i Boris Grishenko, i la missió "Silo" (que ocorre dos anys abans de la història principal, segons sembla en 1993), Bond investiga la prova no programada d'un míssil en Kirghizstan, creient que és una cortina per al llançament d'un satèl·lit conegut com a GoldenEye.
La fragata francesa La Fayette i el Eurocopter Tiger en Monte Carlo estan també presents, però Bond troba ostatges dins del vaixell, i posa una bestiola de "seguiment" en l'helicòpter (quan aquest és oposat pels satèl·lits britànics en la pel·lícula). Llavors Bond va altra vegada a l'estació de control en Severnaya, on s'escapa amb Natalya Simonova després que Ourumov programe el*GoldenEye para disparar el EMP a l'estació.
Després, Bond viatja a Sant Petersburg, on contacta a l'ex-agent de la KGB, Valentín Zukovsky per a conèixer al cap de l'organització criminal Janus. Ací es revela que és Alec Trevelyan - Ourumov no va assolir matar-lo en Arkhànguelsk - i Bond i Natalya escapen de Trevelyan, però són arrestats per la policia russa i duts als Arxius Militars per a ser interrogats. El jugador ha de rescatar a Natalya i parlar amb el Ministre de Defensa Dimitri Mishkin, a qui li diu que Ourumov és un traïdor. Natalya és capturada per Ourumov, i Bond ha de contactar amb el Valentín i dirigir-se amb un tanc cap a un dipòsit militar. En el dipòsit, el jugador ha de destruir les càrregues d'armes il·legals i pujar al tren armat soviètic de Trevelyan. En el tren, destrueix els frens per a detindre-lo, rescata a Natalya i mata a Ourumov. No obstant això, Trevelyan i Xenia escapen a la seua base secreta a Cuba. Bond i Natalya assoleixen escapar del tren abans que explote -Trevelyan va col·locar una bomba- i es dirigeixen a Cuba.
Sobrevolant la jungla cubana, el seu avió és derrocat per soldats en terra. Bond i Natalya sobreviuen a l'impacte i comencen a cercar la base de Janus, on es troba Trevelyan. En el camí es troben amb Xenia Onatopp, la qual és matada ràpidament per Bond. Després entren en unes menudes coves i ingressen a l'ascensor que els conduirà a la base de Janus. Ací, Natalya interromp les comunicacions amb el satèl·lit GoldenEye. Després d'això, Bond ha de perseguir a Trevelyan a través d'unes cavernes parcialment inundades, en les quals contacta a Jack Wade per ràdio. Trevelyan assoleix escapar per altre ascensor fins a l'antena. Ací intenta alinear l'antena amb el satèl·lit altra vegada, però Bond ho segueix i destrueix els controls de l'antena. Bond assoleix matar a Trevelyan llançant-lo des del centre de l'antena al buit mitjançant una ràfega de bales.